# Vinaři
Vinaři jsou český komediální televizní seriál z vinařského prostředí jižní Moravy, vysílaný na stanici Prima od 31. srpna 2014 do 13. prosince 2015. Napsal jej Petr Kolečko, tvůrce seriálů Most!, Osada, Čtvrtá hvězda a Marta a Věra, Okresní přebor či Obchoďák. Jde v pořadí o třetí seriál této televize v roce 2014. První řada měla celkem 16 dílů, které byly vysílány od konce srpna do poloviny prosince 2014 každou neděli v hlavním večerním čase. Podtitul zní: „Seriál o víně a lidech kolem něj.“ Úvodní píseň „Víno“ hraje skupina Chinaski. Dne 9. června 2015 byla potvrzena příprava druhé řady, jejíž vysílání bylo zahájeno 30. srpna téhož roku. S přenesením děje z jižní Moravy do Polabí doznala textových změn i úvodní píseň.
Druhá řada seriálu byla nominována na Českého lva v kategorii Nejlepší dramatický televizní seriál, ale cenu nezískala.

## Produkce
Producentem seriálu je Tomáš Vican, který v minulosti produkoval také film z jihomoravského vinařského prostředí Bobule. Také herecké obsazení se částečně zopakovalo z filmových Bobulí, zejména Václav Postránecký či Miroslav Táborský. Ten uvedl, že Tomáš Vican už při natáčení filmů uvažoval i o seriálové obdobě.
Natáčení začalo v dubnu 2014 a pokračovalo až do začátku října. Fiktivní obec Křetice zastoupil Pavlov na Břeclavsku, natáčelo se však i v Zaječí, Dolních Dunajovicích a v Mikulově.
Generální ředitel Marek Singer uvedl, že jde o nejdražší seriál televize Prima. Počátkem června 2014 podepsal producent Tomáš Vican a hejtman Jihomoravského kraje Michal Hašek dohodu o propagaci Jihomoravského kraje, v souvislosti s níž kraj investoval do seriálu částku 2 miliony korun. Krajská rada schválila zahájení zadávacího řízení na veřejnou zakázku „Propagace Jihomoravského kraje v rámci seriálu Vinaři“ již 6. března.
V srpnu 2014 Prima ohlásila na tiskové konferenci v Mikulově záměr odvysílat premiéru prvního dílu v neděli 31. srpna 2014 v hlavním večerním čase a další díly by měly následovat s týdenní periodou. Seriál se tak stal jednou z hlavních novinek jejího podzimního programu.
Již v polovině prosince 2014, kdy byl odvysílán poslední, šestnáctý díl, ohlásil programový ředitel skupiny Prima Roman Mrázek jednání s tvůrci o přípravě druhé řady seriálu. V červnu 2015 začalo v severočeském kraji její natáčení a současně bylo ohlášeno podzimní odvysílání. I přes změnu dějiště příběhu pokračují některé hlavní postavy a jejich představitelé: Václav Postránecký (Bedřich Pavlíček), Hynek Čermák (vinař František Vlček), Tomáš Matonoha (Jakub Hřebec), Pavel Liška (farář Tomica), Lukáš Langmajer (Machr), Lucie Benešová a Pavel Nečas (manželé Taušovi).Jako noví nastoupili např.: Jitka Čvančarová (Jana Hamplová), Jiří Vyorálek (Waldemar), Leoš Noha (Chrudoš), Marek Taclík a Laďka Něrgešová (manželé Bartákovi).

## Děj
Pracovně vytížená manažerka Kateřina přijíždí i se svými dospívajícími dětmi na jižní Moravu do rodné vinařské vesnice jménem Křetice, aby zde oslavila otcovy kulaté narozeniny. Shodou okolností se stane, že zde nakonec i s dětmi stráví celé letní prázdniny, postupně se seznámí se zdejším prostředím, tolik vzdáleným od ruchu a shonu velkoměsta. Její syn „Buddy“, zpočátku vystupující jako pražský hejsek, najde zalíbení v dceři konkurenčního vinaře Vlčka a postupně i v samotné výrobě vína. Dcera Petra stěží odolává dvoření dědova pomocníka Michala a sama Kateřina v sobě nachází pochopení pro otcova vinařského konkurenta Vlčka.
V druhé řadě se děj přesunul z jižní Moravy do severních Čech, kam přijede moravská vinařská výprava v čele s farářem Tomicou (Pavel Liška).

## Obsazení
Seznam postav pravidelně účinkujících v seriálu.
| Václav Postránecký   | Bedřich Pavlíček, zkušený vinař z Křetic                                                                              |
| Tereza Kostková      | Kateřina Hýsková, manažerka z Prahy, Bedřichova dcera                                                                 |
| Miroslav Táborský    | Jan Fuksa, malovinař, chovatel kozy Terezky                                                                           |
| Jitka Smutná         | Stázi Pavlíčková, bývalá učitelka, vedoucí souboru Hrozének, Bedřichova žena                                          |
| Hynek Čermák         | František Vlček, velkovinař a Pavlíčkův rival                                                                         |
| Zdeněk Junák         | Olin Vlček, starosta Křetic, Františkův otec                                                                          |
| Pavel Liška          | Miroslav Tomica, mladý farář, později manžel Jany Hamplové                                                            |
| Jan Brožek           | Bedřich „Buddy“ Hýsek, syn Kateřiny, přítel Julie Vlčkové                                                             |
| Alžběta Vaculčiaková | Petra Hýsková, basketbalistka, dcera Kateřiny, přítelkyně Michala Tauše                                               |
| Anna Fialová         | Julie Vlčková, Františkova dcera, expřítelkyně Michala Tauše, poté přítelkyně Buddyho                                 |
| Pavel Nečas          | Patrik Tauš, policista, otec Michala Tauše a malé Patricie                                                            |
| Lucie Benešová       | Hedvika Taušová, Patrikova žena, Vlčkova účetní, máma Michala Tauše a malé Patricie                                   |
| Tomáš Materna        | Michal Tauš, syn Patrika a Hedviky, zaměstnaný u Pavlíčka, expřítel Julie Vlčkové, později přítel Petry Hýskové       |
| Oldřich Navrátil     | Vladimír Luža, obvodní lékař                                                                                          |
| Tomáš Matonoha       | Jakub „Hřéba“ Hřebec, Vlčkův provozní vedoucí, proutník                                                               |
| Lukáš Langmajer      | „Machr“ Macháček, alkoholik, porybný                                                                                  |
| Robert Nebřenský     | Ludvík „Luis“ König, Vlčkův enolog                                                                                    |
| Jana Paulová         | Jiřina Straková, prodavačka v obchodě se sýry, bývalá kamarádka Stázi, vdova, později přítelkyně Jana Fuksy           |
| Radim Novák          | Pepan, řidič autobusu                                                                                                 |
| Jakub Uličník        | Eduard, číšník ve Vlčkově restauraci Sovička                                                                          |
| Jitka Čvančarová     | Jana Hamplová, hospodská v hospodě U Námořníka, v posledním díle druhé řady byla provdaná za pana faráře (od 2. řady) |
| Leoš Noha            | Chrudoš, starosta Strdína (od 2. řady)                                                                                |
| Pavel Šimčík         | „Hrouda“, nejlepší kamarád „Machra“ abstinent (od 2. řady)                                                            |
| Petr Vaněk           | Láďa Karas, kytarista v kapele Trakthor (od 2. řady)                                                                  |
| Jiří Vyorálek        | Waldemar, velkovinař, rival Vlčka & Pavlíčka (od 2. řady)                                                             |
| Zuzana Norisová      | Monika Waldemarová, manželka Waldemara (od 2. řady)                                                                   |
| Eliška Křenková      | Klára Hamplová, dcera Jany Hamplové, baskytaristka v kapele Trakthor (od 2. řady)                                     |
| Vojtěch Záveský      | Jožin Chrudoš, syn Chrudoše, bubeník v kapele Trakthor, později přítel Gábiny Karasové (od 2. řady)                   |
| Johana Freywaldová   | Gábina Karasová, sestra Ládi a zpěvačka v kapele Trakthor, přítelkyně Jožina (od 2. řady)                             |
| Anežka Rusevová      | Sumečková (od 2. řady)                                                                                                |
| Marek Taclík         | Zdeněk Barták, manžel Jaruny (od 2. řady)                                                                             |
| Laďka Něrgešová      | Jaruna Bartáková, manželka Zdeňka (od 2. řady)                                                                        |
| Ester Kočičková      | Jitka Zelenková, prodavačka, matka Venouška a Blanky (od 2. řady)                                                     |
| Vojtěch Machuta      | Venoušek Zelenka, syn Jitky, bratr Blanky (od 2. řady)                                                                |
| Lenka Jurošková      | Blanka Zelenková, dcera Jitky, sestra Venouška (od 2. řady)                                                           |

### Hostující role
Obsazení epizodních rolí uvedených v titulcích seriálu:
| Josef Jelínek       | „Golem“, řezník, člen souboru Hrozének, Michalův a Buddyho kamarád (2. a 3. díl)                     |
| Ondřej Malý         | Hynek, policista, Taušův kolega (1. a 11. díl)                                                       |
| Svatopluk Říčánek   | (1. a 14. díl)                                                                                       |
| Matěj Ruppert       | Míra „Džegr“, vedoucí zájezdu Kladeňáků (2. díl)                                                     |
| Ivana Jirešová      | Jarmila, manželka vedoucího Kladeňáků (2. díl)                                                       |
| Karel Zima          | Jan „Prochy“ Prošek, Kladeňák (2. díl)                                                               |
| Daniela Choděrová   | Sandra „Prochina“, Proškova manželka (2. díl)                                                        |
| Jindřich Kriegel    | Eda, Kladeňák (2. díl)                                                                               |
| Kateřina Šildová    | Dáša, Edova přítelkyně (2. díl)                                                                      |
| Veronika Bošjaková  | (2. díl)                                                                                             |
| Zuzana Smijová      | (2. díl)                                                                                             |
| Simona Peková       | food kritička (3. díl)                                                                               |
| Sandra Nováková     | produkční videoklipu (4. díl)                                                                        |
| Jan Vlas            | režisér videoklipu (4. díl)                                                                          |
| Rastislav Gajdoš    | zvukař videoklipu (4. díl)                                                                           |
| Tereza Knauerová    | Lužova zdravotní sestra (5.-8., 16. díl)                                                             |
| Libuše Billová      | (5. díl)                                                                                             |
| Eva Jelínková       | (5. díl)                                                                                             |
| Vlastimil Čaněk     | (5. díl)                                                                                             |
| Zdeněk Bařinka      | (5. díl)                                                                                             |
| Karel Roden         | Petr Křižan, pražský architekt, má malé vinařství na Moravě, miluje Kateřinu Hýskovou (6. a 14. díl) |
| Marian Roden        | Karel, mušovský rváč (6., 10., 11. a 15. díl)                                                        |
| Roman Slovák        | Lojza, mušovský rváč (6., 10., 11. a 15. díl)                                                        |
| Tereza Vicanová     | (7. díl)                                                                                             |
| Hana Lebánková      | (7. díl)                                                                                             |
| Stanislav Mádl      | (7. díl)                                                                                             |
| Jaroslav Suský      | (7. díl)                                                                                             |
| Václav Adámek       | (7. díl)                                                                                             |
| Petr Marcinčák      | (7. díl)                                                                                             |
| Milan Bartošík      | (7. díl)                                                                                             |
| Pavel Krška         | (7. díl)                                                                                             |
| Jaroslav Machovec   | (7. díl)                                                                                             |
| Karel Smítek        | (7. díl)                                                                                             |
| Sebastian Pošmourný | dítě (8. díl)                                                                                        |
| Emma Lebánková      | dítě (8. díl)                                                                                        |
| Eva Jedličková      | dítě (8. díl)                                                                                        |
| Adam Kuruc          | dítě (8. díl)                                                                                        |
| Václav Kopta        | Luďa, pyrotechnik (9. díl)                                                                           |
| Norbert Lichý       | Joža Straka, zesnulý cimbálista a karbaník, manžel Jiřiny (10. díl)                                  |
| Tomáš Vican         | Tomáš (10. díl)                                                                                      |
| Viera Pavlíková     | paní Štúralová, chovatelka koček (11. díl)                                                           |
| Benjamin Peguero    | Carl Adams, Petřin basketbalový kamarád (11. díl)                                                    |
| Vítězslav Chrapavý  | (12. díl)                                                                                            |
| James Tratas        | „Franz Josef“, maldavský řidič kamionu (12. díl)                                                     |
| Daniel Struž        | (14. díl)                                                                                            |
| Karel Bařinka       | (14. díl)                                                                                            |
| Jiří Rauš           | (14. díl)                                                                                            |
| Petra Džiubanová    | provozní kavárny (14. díl)                                                                           |
| pes Vojta           | (14. díl)                                                                                            |
| Jiří Knot           | činovník Svazu hasičského sportu (15. díl)                                                           |
| Magdalena Zimová    | Renča Luptáková, Karlova mušovská žena (15. díl)                                                     |
| Věra Nerušilová     | mušovská rváčka (15. díl)                                                                            |
| Martina Vicanová    | mušovská rváčka (15. díl)                                                                            |
| Martin Vican        | (15. díl)                                                                                            |
| Martin Kovařík      | (15. díl)                                                                                            |
| Václav Lexa         | (15. díl)                                                                                            |
| Kateřina Gahurová   | (15. díl)                                                                                            |
| Iva Pazderková      | traktoristka, Hřebcova kandidátka na stárku (16. díl)                                                |
| Veronika Petrová    | Hřebcova kandidátka na stárku (16. díl)                                                              |
| Zdeněk Pohlreich    | bratr Patrika Tauše, Michalův strýc (16. díl)                                                        |
| Martin Sitta        | Kamil, zaměstnanec Waldemara (od 2. řady)                                                            |
| Jiří Langmajer      | Tomáš Pepek, exmanžel Jany Hamplové, námořník (od 2. řady)                                           |
| Jiří Ployhar        | policista (od 2. řady)                                                                               |
| Otmar Brancuzský    | Zelenka, táta Venouška a Blanky (od 2. řady)                                                         |

## Vysílání
| Řada | Díly | Premiéra       | Premiéra          |
| Řada | Díly | První díl      | Poslední díl      |
| ---- | ---- | -------------- | ----------------- |
| 1    | 16   | 31. srpna 2014 | 14. prosince 2014 |
| 2    | 16   | 30. srpna 2015 | 13. prosince 2015 |

## Marketing
Uvedení seriálu předcházela a provázela intenzivní marketingová kampaň, server Mediaguru.cz ji označil za „pravděpodobně jednu z největších v uvádění produktů českých médií“. Před uvedením probíhala 360° kampaň ve všech hlavních typech médií jako jsou televize, tisk, rozhlas, online, outdoor i sociální sítě, a to formou nestandardních formátů a za využití ambientních médií. První, teasingová (ochutnávková) část kampaně probíhala asi měsíc před premiérou a zahrnovala uvedení písně a videoklipu skupiny Chinaski. Druhá fáze odstartovala v posledním týdnu před premiérou prvního dílu. Ta zahrnovala šíření připravených videí k seriálu na YouTube, po sociálních sítích a dalšími kanály. Byly využity netradiční kreativní formáty v celostátních denících, speciální videobranding na zpravodajských serverech, tzv. zakroužkování pořadu v televizních programových průvodcích. V posledních dnech byla spuštěna i letecká reklama a tzv. blast na sociální síti Facebook. Byl využit branding na kelímcích automatů Delikomat a na lahvích Templářských sklepů Čejkovice. PR podporu poskytovala mediální spolupráce s Rádiem Impuls a vydavatelstvím Astrosat. V průběhu vysílání seriálu pak byl plánován i merchandising formou zvláštní edice vín Karla Rodena, vydání 2 knih, vánoční edice seriálu na DVD, oblečení a dalších produktů s vazbou na téma vinařství. K marketingovému zapojení Rodenovy limitované edice vín z produkce Adámkova vinařství z Višňového u Znojma došlo v polovině října (i seriálu) prostřednictvím obchodní společnosti Tchibo.

## Knižní vydání
Volně podle obou řad seriálu vydalo nakladatelství Ikar (Euromedia Group) postupně dvě knihy. Druhá z nich obsahuje tři různé konce, kromě toho ve scénáři ještě dva další. To z toho důvodu, že kniha šla do tisku dřív, než byl uveden na TV Prima poslední díl seriálu, takže by její čtenáři znali děj. Ti pak mohli hlasovat, kterému z tří konců dají přednost. Oba alternativní konce, stejně jako celý scénář, do literární podoby upravil spisovatel Jan Janula.

## Přijetí

### Sledovanost
Seriál odstartoval, i díky masivní marketingové a PR podpoře s vysokou sledovaností. Jeho první díl zhlédlo 1,96 milionu diváků starších 15 let, což znamenalo 44% podíl na sledovanosti ve svém vysílacím čase, v konkurenci premiérové řady Kriminálky Anděl. Představovalo to dosud nejúspěšnější start ze všech podzimních televizních formátů a onen úvodní díl se stal nejsledovanějším pořadem televize Prima od vysílání první řady reality show VyVolení.
Druhý díl vysílaný 8. září už dosáhl nižší sledovanosti 1,37 milionu diváků, udržel si však pozici nejsledovanějšího pořadu nedělního večera. Seriál se držel první čtyři díly před konkurenční Kriminálkou Anděl, která se dostala před něj u pátého a sedmého dílu.
Dále pokračovala sledovanost obou seriálů po velmi podobné trajektorii, Vinaři překonali Kriminálku Anděl výrazněji ještě u svého 10., 11. a závěrečného 16. dílu. Celková průměrná sledovanost seriálu dosáhla 26,3 % v cílové skupině 15+, přičemž průměrně sledovalo každý díl 1,143 milionu diváků. Ve věkové skupině 25–34 let získal podíl na sledovanosti 32,9 %.
Stránku seriálu na webu TV Prima navštěvovalo měsíčně v průměru 156 tisíc reálných uživatelů a k 15. prosinci 2014, kdy skončilo televizní vysílání seriálu, nasbíraly jednotlivé epizody online celkem 1,83 milionu přehrání, s bonusovými materiály dohromady přes 6 milionů.
| Řada | Timeslot     | Počet dílů | První díl      | První díl                      | Poslední díl      | Poslední díl                   | Průměrná sledovanost (v milionech; 15+) |
| Řada | Timeslot     | Počet dílů | Datum          | Sledovanost (v milionech; 15+) | Datum             | Sledovanost (v milionech; 15+) | Průměrná sledovanost (v milionech; 15+) |
| ---- | ------------ | ---------- | -------------- | ------------------------------ | ----------------- | ------------------------------ | --------------------------------------- |
| 1    | neděle 20.15 | 16         | 31. srpna 2014 | 1,959                          | 14. prosince 2014 | 1,086                          | 1.145                                   |
| 2    | neděle 20.15 | 16         | 30. srpna 2015 | 0,977                          | 13. prosince 2015 | 0,801                          | 0.769                                   |

### Recenze
Mirka Spáčilová z MF DNES ještě před spuštěním seriálu uváděla, že jde o „útěšnou obdobu idylických Chalupářů s náladou moravských vinohradů z filmových Bobulí“, jejíž nedělní uvádění by mohlo „národu před ranním návratem do práce přesně sednout“. V recenzi po premiéře prvního dílu pak uvedla: „Jednou výhodou oddechových Vinařů je, že „nic neřeší“, druhou, že ono „nic“ stojí na solidním hereckém obsazení“. Připomněla však nepůvodnost konceptu, výrazně čerpajícího jak z předchozích Vicanových filmů, tak z obdobné televizní tvorby. „Na jedné straně Vinaři uštědřují Babovřeskům lekci, jak lze dělat obdobný typ legrace bez vulgarit, na druhé straně se vezou na stejné vlně lidových komedií, které se ani nesnaží odlišit, naopak sdílejí recept diváckého úspěchu.“
Mezi kritickými hlasy zazněly výtky k nedokonalé interpretaci místního nářečí nebo k detailům z vinařského prostředí. Lukáš Novosad z Echo24 k hereckému obsazení uvedl, že je „důmyslné, neboť podstatné role ztvárňují herci, kteří sice nezvládají poradit si s regionální melodií češtiny, a vytvářejí tak fiktivní slovanskou řeč, zato se v posledních letech objevili v některém ze snímků odehrávajících se na vsi.“ Dále dodal: „Vinařské řemeslo, jak se na řádnou profesní sérii sluší, slouží jako přitažlivý podklad pro vztahovou směsku. Nový je ovšem reklamní důraz na krajinu prostředí“. Vinaři dle něj „naštěstí na rozdíl od Bobulí, Signálu a podobných tyjátrů mají smysl. Sice reklamní, ale aspoň nějaký.“
Martin Bubrín z Aktuálně.cz uvedl: „Co na tom, že je řemeslná stránka mezi ostatními televizními seriály nadprůměrná, když už pilotní díl působí jako pouhé naplnění poptávky po další variaci na již prověřené vztahovky typu Cesty domů nebo v minulosti populární Velmi křehké vztahy, tentokrát jen v neokoukaném prostředí moravských vinic?“
Tomáš Chvála na Kinobox.cz napsal: „První, co na první epizodě Vinařů upoutá, je samotná výprava. Tentokrát žádné přebarvené a prázdné kulisy, ale skutečný svět, který může kamera zkoumat. O co přirozenější je však prostředí, o to strojenější jsou lidé, kteří se v něm pohybují.“ Vytknul komediálnímu seriálu příliš dlouhou hodinovou stopáž s hluchými místy nebo zbytečně šablonovité pojetí postav. „[J]de o pěknou reklamu na Mikulov a jeho okolí“, dodal.

### Hodnocení pilotního dílu
- Mirka Spáčilová, iDNES.cz 31. srpna 2014 [54]
- Tomáš Chvála, Kinobox.cz 2. září 2014 [57]

## Tvůrci
Na výrobě první řady seriálu se podíleli tito tvůrci:
- Postprodukce: Cinepost
- Grafika: Michal Pacina, Milan Malík
- Hudba: Robert Fischmann, Zdeněk Vřešťál, Neřež
- Hudební režie: Tomáš Kubec
- Světla: Alexej Bareš
- Zvuk: Tomáš Kubec
- Střih: Adam Dvořák
- Masky: Radka Novotná
- Kostýmy: Jitka Fomínová, Pavla Dvořáková
- Výtvarník kostýmů: Michaela Kunešová
- Výprava: Kamil Najser
- Lokace: Finders – Jakub Mertl, Ondřej Havlík
- Výtvarník scény: Milan Býček
- Produkce: Klára Botlíková
- Vedoucí produkce: Jana Gospičová
- 1. asistent režie: Jiří Kačírek ml., Marek Malý
- Skript: Anastasiya Golovina
- Kameramani: David Hahn, Vladimír Matoušek
- Hlavní kamera: Jan Drnek
- Šéfscenárista: Petr Kolečko
- Šéfrežisér: Jiří Vejdělek
- Výkonný producent: Michal Wondreys
- Producent: Tomáš Vican
- Kreativní producent FTV Prima: Jan Uhrin
- Vedoucí projektu FTV Prima: Milan Stoppa
- Výrobní ředitel FTV Prima: Radko Janoušek
- Námět: Tomáš Vican, Michal Wondreys, Tomáš Holeček, Richard Malatinský, Vladimír Fanta
- Scénář: Zuzana Dzurindová, Tomáš Holeček, Petr Kolečko, Jiří Suchý z Tábora, Jiří Vejdělek, Jaroslav Žváček
- Režie: Vojtěch Moravec, Dan Wlodarczyk

## Spor o práva
Necelý týden po odvysílání prvního dílu Vinařů požádala konkurenční TV Nova soud o předběžné opatření, kterým by zastavil vysílání seriálu. Důvodem mělo podle Novy být to, že koncept seriálu a jeho první díl vznikal původně v roce 2010 pro ni a televize za něj autorům zaplatila. Nova požadovala vypořádání všech práv. Producent Tomáš Vican uváděl, že práva k seriálu má pouze společnost Vinná galerie. Předběžné opatření soud zamítl.